# Antonio Lazzaro Volpinari
Antonio Lazzaro Volpinari (* 2. Oktober 1943 in Domagnano) ist ein san-marinesischer Politiker.

## Leben
Volpinari gehörte dem Partito Socialista Sammarinese (PSS) an, dessen Vorsitzender er bis 2003 war. Er vertrat den PSS im san-marinesischen Parlament, dem Consiglio Grande e Generale während neun Legislaturperioden von 1964 bis 2006.
Volpinare wurde drei Mal zum Capitano Reggente, dem Staatsoberhaupt von San Marino gewählt: vom 1. Oktober 1973 bis 1. April 1974, vom 1. April bis 1. Oktober 1977 und vom 1. April bis 1. Oktober 2002.
Von 1976 bis 1978 war er in der von Partito Democratico Cristiano Sammarinese (PDCS) und PSS gebildeten Regierung Minister für Landwirtschaft, Kommunikation und Verkehr (Deputato per l’Agricultura, le Communicazioni e i Trasporti), in der von 1978 bis 1983 regierenden Linkskoalition aus Partito Comunista Sammarinese (PCS), Partito Socialista Unitario (PSU) und PSS, war er Minister für Landwirtschaft und Handel (Deputato per l’Agricultura e il Commercio). Nach der Parlamentswahl 1983 setzten die drei Parteien ihre Koalition bis 1986 fort. Volpinari wurde im neuen Kabinett Minister für Territorium, Umwelt, Landwirtschaft und Beziehungen zur AASP. (Deputato per il Territorio, l’Ambiente, l’Agricultura e i Rapporti con l’A.A.S.P.). In den Folgejahren gab es eine Koalition aus PDCS und PCS. Diese zerbrach 1992 und wurde von einer Koalition aus PDCS und PSS abgelöst. Volpinari wurde von 1992 bis 2000 Innenminister (Segretario di Stato per gli Affari Interni e la Protezione Civile).
Im Februar 2005 vereinigte sich der PSS mit dem Partito dei Democratici zum Partito dei Socialisti e dei Democratici. Volpinari verließ die Partei nach wenigen Monaten und schloss sich dem neugegründete Nuovo Partito Socialista an, dessen Vorsitzender er von 2005 bis 2012 war. Bei der Parlamentswahl 2006 kandidierte er für den NPS, verfehlte jedoch den Einzug ins Parlament. Bei der Parlamentswahl 2008, bei der der PSU mit Noi Sammarinesi die gemeinsame Lista della Libertà bildete, kandidierte Volpinari nicht. Vor der Parlamentswahl 2012 schloss sich der NPS mit dem Partito Socialista Riformista Sammarinese (PSRS) zum Partito Socialista (PS) zusammen. Volpinari war bis zum ersten Parteikongress gemeinsam mit Paride Andreoli Co-Vorsitzender des PS. Er gehörte anschließend dem Exekutivkomitee der Partei an. Volpinari trat bei der Wahl 2012 für den PS an, konnte jedoch kein Mandat erringen. Bei der Parlamentswahl Ende 2016 kandidierte er nicht mehr.
Volpinari war von 2011 bis 2012 Botschafter für Andorra.
Von 2009 bis 2016 war er Vorsitzender des san-marinesischen Reitsportverbandes Federazione Ippica Sammarinese.